# Pollyanna
Pollyanna là một tiểu thuyết bán chạy nhất năm 1913 của Eleanor H. Porter mà ngày nay được xem là kinh điển của văn học thiếu nhi, với tên nhân vật chính đã thành một thuật ngữ phổ biến trong tiếng Anh để chỉ người lạc quan quá mức, ngoài ra, sự thiên lệch tiềm thức theo hướng tích cực thường được mô tả là nguyên tắc Pollyanna. Cuốn sách này đã thành công đến mức Porter sớm sáng tác phần tiếp theo, Pollyanna Grown Up (1915). Mười một phần tiếp theo Pollyanna, được gọi là "Glad Book", sau đó đã được công bố, hầu hết trong số này được viết bởi Elizabeth Borton hoặc Harriet Lummis Smith. Và có các phần tiếp theo nữa, bao gồm Pollyanna Plays the Game bởi Colleen L. Reece, xuất bản năm 1997.
Pollyanna đã được chuyển thể thành phim nhiều lần. Một trong những phim phổ biến nhất là phiên bản 1960 với sự tham gia diễn viên trẻ Disney Hayley Mills, người đã giành một giải Oscar đặc biệt cho vai diễn, và phiên bản 1920 với diễn viên chính Marry Pickford.